# Chiptune

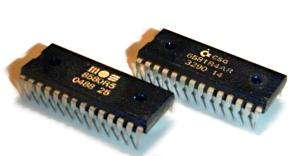
Ein 6581er und ein 8580er SID-Chip des Commodore C64

Chiptunes bilden ein Genre innerhalb der computererstellten Musik, das sich durch einen charakteristischen künstlichen Klang auszeichnet. Der Ursprung liegt in der Heimcomputer- und Telespiele-Ära.
Die ursprünglichen Chiptunes wurden durch Soundchips mit relativ primitiven Tongeneratoren erzeugt. Hierbei konnten in Echtzeit 3 bis 4 Töne parallel erzeugt werden. Gegenüber dem primitivsten elektronischen Tongenerator, der nur einen sinusförmigen Piepton erzeugt, konnten diese Soundchips bereits die Wellenform unterschiedlich beeinflussen und zudem Rauschen erzeugen. Das Ergebnis klingt so klar erkennbar künstlich, auch wenn sich unterschiedliche Musikinstrumente hineininterpretieren lassen.
Ein verwandtes Genre ist der Bitpop.

## Geschichte
Der Begriff Chiptune stammt aus der Ära des Heimcomputers Amiga, der mit seinem Dateiformat Mod Musikern bereits die Möglichkeit bot, mit Samples zu arbeiten und ihnen damit größere Freiheiten hinsichtlich des Klangs verschaffte. Dies ging trotz erheblicher technischer Einschränkungen in Richtung moderner Synthesizer, die natürliche Musikinstrumente täuschend echt imitieren können. Verwendete ein Musiker weiterhin die Tongeneratoren der damaligen Soundchips konventionell, oder klang das Ergebnis zumindest so, wurde sein Werk als „Chiptune“ bezeichnet, um es von der moderneren Sampling-Musik abzugrenzen.
Chiptunes weisen normalerweise eine geringe Datenmenge auf, sehr ähnlich dem MID-Dateiformat basierend auf MIDI, und fanden deshalb oft Verwendung in Intros aus der Demoszene- sowie Cracktros von Releasegroups aus der Warez-Szene, bei denen es nötig ist, möglichst wenig Speicherplatz zu belegen.
Echte Chiptunes stehen heute noch in einer Nische außerhalb von Techno, Elektropop, Industrial u. a., erinnern aber oft an diese Genres. Auch gegenüber Klingeltönen grenzt sich die Szene ab und möchte nicht damit in Verbindung gebracht werden. Der Anspruch, die Musik mit modernen Trackern aus Sprachsamples und Effekten zu gestalten, geht weit darüber hinaus. Einige „Chiptuner“ sehen im Techno bzw. in der Techno-Welle der 1990er nur einen Ableger ihrer Arbeit, eine Inflationierung ihres früheren Werks und die Degenerierung der ursprünglichen Chiptunes für den Massengeschmack, obgleich sich einige auch erfolgreich dort wiedergefunden haben.

## Komposition
Charakteristisch für Chiptunes ist das seltene Vorkommen von tatsächlich mehrstimmigen Akkorden im klassischen Sinn. Bei Chiptunes werden Akkorde normalerweise über Arpeggios gebildet, um Tonspuren einzusparen. Diese Einschränkung basiert darauf, dass die ersten Soundchips selten mehr als drei Tonkanäle parallel abspielen konnten – das Spielen eines Akkords hätte häufig alle verfügbaren Kanäle belegt.
Aufgrund dieser „Stimmenknappheit“ besitzen viele Chiptunes einen sehr komplexen Aufbau. Um mehr als nur drei Instrumente erklingen zu lassen, werden die Lücken in einer Melodie, beispielsweise der des Basses, genutzt, um dort ein anderes Instrument oder eine Begleitstimme erklingen zu lassen. Somit befinden sich auf einem Kanal zwei oder mehr Melodien oder Stimmen.
Diese Technik bietet sich dafür an, Rhythmen mit vielen vorgezogenen Elementen zu verwenden. Im Bereich der SID-Tunes hat sich so ein sehr funkiger Stil entwickelt.
Eine weitere Technik, um mehr Stimmen einzubauen, findet sich oft auf dem Kanal, wo Bass und die Schlaginstrumente zu hören sind. Vor die einzelnen Basstöne wird für den Bruchteil einer Sekunde ein Rauschen gesetzt. Dies erzeugt den Eindruck einer Art Hi-Hat eines Schlagzeugs. Durch die Aufhebung der Kanalbegrenzung moderner Tracker gibt es für Komponisten heute jedoch weitgehend keine technische Einschränkungen mehr.